# Hoa hậu Quốc tế 1991
Hoa hậu Quốc tế 1991 là cuộc thi Hoa hậu Quốc tế lần thứ 31 được tổ chức tại trung tâm Koseinenkin Kaikan, Tokyo, Nhật Bản. Đêm chung kết cuộc thi diễn ra vào ngày 13 tháng 10 năm 1991. Cuộc thi có 51 thí sinh tham dự. Hoa hậu Quốc tế 1990, Silvia de Esteban đến từ Tây Ban Nha đã trao lại vương miện cho người kế nhiệm, cô Agnieszka Kotlarska đến từ Ba Lan.

## Kết quả

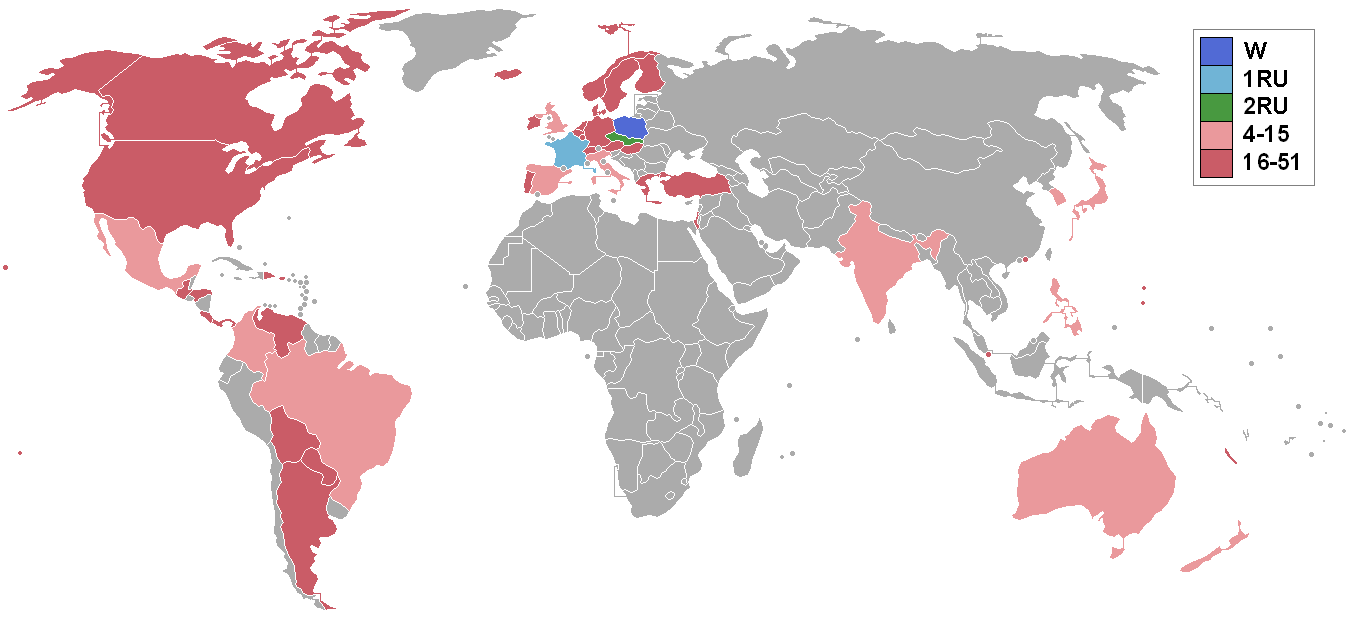
Các quốc gia và lãnh thổ tham gia Hoa hậu Quốc tế 1991 và kết quả.

### Thứ hạng
| Kết quả              | Thí sinh |
| -------------------- | --- |
| Hoa hậu Quốc tế 1991 | - Ba Lan – Agnieszka Kotlarska † |
| Á hậu 1              | - Pháp – Catherine Clarysse |
| Á hậu 2              | - Tiệp Khắc – Marketa Silna |
| Á hậu 3              | - Colombia – Mónica Freydell |
| Á hậu 4              | - Mexico – Lilia Nájera |
| Top 15               | - Úc – Melinda Boundy - Brazil – Lisiane Braile - Anh Quốc – Helen Upton - Ấn Độ – Preeti Mankotia - Ý – Mikaela Monari - Nhật Bản – Miho Takata - Hàn Quốc – Kwon Jung-joo - New Zealand – Nicola Jane Dean - Philippines – Maria Patricia Betita - Tây Ban Nha – Elodie Jordá |

## Các giải thưởng đặc biệt
| Giải thưởng                 | Thí sinh                             |
| --------------------------- | ------------------------------------ |
| Hoa hậu Ảnh                 | - Cộng hòa Dominica – Melissa Vargas |
| Hoa hậu Thân thiện          | - Guam – Norma Jean Cepeda           |
| Trang phục dân tộc đẹp nhất | - Mexico – Lilia Nájera              |

## Thí sinh
| - Argentina - Verónica Marcela Caldi - Úc - Melinda Sue Boundy - Áo - Regina Kozak - Bỉ - Stéphanie Dermaux - Bolivia - Rosmy Tamara Pol - Brazil - Lisiane Bolsani Braile - Anh Quốc - Helen Upton - Canada - Robin Elizabeth Nardi - Colombia - Mónica Maria Escobar Freydell - Costa Rica - Eugenie Jiménez Pacheco - Tiệp Khắc - Marketa Silna - Đan Mạch - Malene Christensen - Cộng hòa Dominica - Melissa Vargas - Phần Lan - Päivi Hytinkoski - Pháp - Catherine Anne Marie Clarysse - Đức - Katrin Richter - Hy Lạp - Dimitra Papadogianni - Guam - Norma Jean Cepeda - Guatemala - Gloria Elizabeth Comparini - Hawaii - Tamme Strickland - Hà Lan - Marjanna Kraayenveld - Honduras - Marly Karina Prudoth Guzmán - Hồng Kông - Chu Gia Linh - Hungary - Kinga Czuczor - Iceland - Solveig Kristjansdóttir - Ấn Độ - Preeti Mankotia | - Ireland - Susan Brady - Israel - Efrat Bruner - Ý - Mikaela Monari - Nhật Bản - Miho Takata - Hàn Quốc - Kwon Jung-joo - Luxembourg - Annette Feydt - Mexico - Lilia Cristina Serrano Nájera - New Caledonia - Valerie Anne Delrieu - New Zealand - Nicola Jane Dean - Quần đảo Bắc Mariana - Christina Rasa Salas - Na Uy - Hege Cathrin Baardsen - Panama - Jessica Inés Lacayo - Paraguay - Maria Luján Oviedo - Philippines - Maria Patricia Betita - Ba Lan - Agnieszka Kotlarska † - Bồ Đào Nha - Gisela Galhavano - Puerto Rico - Lizaura Quiñones Torres - Singapore - Audrey Siok Ling Tan - Tây Ban Nha - Elodie Chantal Jordá de Quay - Thụy Điển - Charlotte Victoria Wallden - Thụy Sĩ - Francesca Centamore - Tahiti - Rebecca Herenui Touaitahuata - Thổ Nhĩ Kỳ - Defne Samyeli - Hoa Kỳ - Kimberly Anne Byers - Venezuela - Niurka Auristela Acevedo |

## Chú ý

### Lần đầu tham gia
- Hungary

### Trở lại
| - Lần cuối tham gia vào năm 1978: - New Caledonia - Lần cuối tham gia vào năm 1982: - Tahiti | - Lần cuối tham gia vào năm 1988: - Ấn Độ - Lần cuối tham gia vào năm 1989: - Paraguay |

### Bỏ cuộc
| - Nigeria - Sri Lanka | - Thái Lan - Liên Xô |